# Regione di Martowni
La regione di Martowni (in armeno Մարտունի, traslitterato anche come Martuni o Martouni) era una regione della repubblica dell'Artsakh (fino al 2017 denominata repubblica del Nagorno Karabakh); il suo capoluogo era l'omonima cittadina di Martowni.
La regione contava 24 300 abitanti (al 2015) su una superficie di 951 km² e comprendeva un centro urbano (il capoluogo) e 35 comunità rurali.
Si trovava nella parte centro orientale del paese e inglobava anche una piccola porzione dei rayon di Ağdam e del Khojavend settentrionale. L'estremità orientale della regione era rimasta sotto controllo azero a seguito della prima guerra del Nagorno Karabakh.
Il territorio si presenta nella sua parte occidentale (che si incunea fra le regioni di Shushi, Askeran e Hadrut) ad andamento prevalentemente montuoso a partire dalle pendici del Gran Kirs, coperto di fitte foreste e pressoché disabitato. Procedendo verso est il territorio si fa collinare ed è costellato da un gran numero di piccoli villaggi; ancor più verso oriente si fa pianeggiante e poco abitato, eccezion fatta per il capoluogo che conta 5 400 abitanti ed è più facilmente raggiungibile da Agdam piuttosto che dalla ex capitale della repubblica dell'Artsakh, Step'anakert.
A sud di Martuni, nei pressi del villaggio di Machkalashen, sorge l'antico monastero di Amaras, dove il monaco Mesrop Mashtots fondò la prima scuola di lingua armena sulla base dell'alfabeto da lui stesso coniato.
Altri siti di interesse culturale sono Aghchekaberd ("La fortezza della giovane") e Nahatakiberd ("La fortezza del martire"); un altro complesso degno di nota è quello di Bri Yeghtsi, comprendente quattro chiesette edificate tra il quinto e il tredicesimo secolo.
Nei pressi del villaggio di Karmir Shuka si staglia Skhtorashen, un enorme albero cavo vecchio di duemila anni. Prossima all'ex linea di confine con l'Azerbaigian vi è la moderna chiesa russa di Gevorgavan.

## Lista delle comunità regionali

### Comunità urbane
- Martowni

### Comunità rurali
- Ashan
- Avdur
- Berdashen
- Djivani
- Haghorti
- Hatsi
- Herher
- Hnushinak
- Gishi
- Kaghartsi
- Karahundji

- Karmir Shuka
- Kavahan
- Kert
- Kherkhan
- Kolkhozashen
- Matchkalashen
- Momna
- Mushkapat
- Mirushen
- Nngi
- Nor Shen

- Paravatumb
- Sargsashen
- Shekher
- Sos
- Spitakashen
- Taghavard
- Tchartar
- Tsovategh
- Yemishjan
- Varanda
- Vazgenashen
- Zardanashen